# حارس (فلسطين)
حارس قرية من قرى الضفة الغربية وتتبع محافظة سلفيت، ومن القرى التي وقعت في حرب 1967.

## الجغرافيا
حارس بلدة تحيط بها بلدات دير استيا شمالا وكفل حارس شرقا

### المناخ
يسود بلدة حارس مناخ متوسطي معتدل، ذو صيف حار وجاف، وشتاء بارد ممطر. يحل فصل الربيع في أواخر شهر مارس (آذار) وأوائل أبريل (نيسان)، ويعتبر شهرا يوليو (تموز) وأغسطس (آب) أحرّ شهور السنة، حيث تصل معدلات درجة الحرارة فيهما إلى 28.9 ° مئوية (84 ° فهرنهايت) في حين القصوى لا تتجاوز 40°، أما أكثر الأشهر برودة فهو يناير (كانون الثاني)، وتصل فيه معدلات درجة الحرارة إلى 3.9 ° مئوية (39 ° فهرنهايت). يتساقط المطر بين شهريّ أكتوبر (تشرين الأول) وأبريل (نيسان) عادةً، ويبلغ معدل المتساقطات السنوي 589 مليمتراً (23.2 إنش). وأحيانا يصاحبها تساقط الثلوج.

## مؤسسات حارس
يوجد في البلدة مدارس ابتدائية ومتوسطة وثانوية لكلا الجنسين كما يوجد بها مبنى البلدية، ثلاثة مساجد، عيادة صحية حكومية والعديد من العيادات الخاصة، نادي رياضي، عدة جمعيات شبابية، مقاهي إنترنت، صالة كبيرة للأفراح، صيدلية، ونظرا لوجودها على على الشارع الرئيسى المتوسط بين العديد من القرى فتكثر فيها العديد من المحلات التجارية محلات أجهزة كهربائية، مواد تموينية، ملابس، أثاث جديد ومستعمل، مناجر.

## الاقتصاد
يعد زيت الزيتون المحصول الرئيسي في البلدة. إضافة إلى زراعة الحبوب بأنواعها، وتكثر في البلدة أشجار التين والزيتون والمشمش والأسكدنيا والتفاح والعديد من الفواكه المثمرة. تعد شبكة المياه القطرية المصدر الرئيسي لمياه الشرب بالإضافة إلى آبار الجمع التي تكاد تكون متوفرة في كل منزل من منازل البلدة.ويوجد بالبلدة عدة مزارع للدجاج اللاحم ومزرعة أبقار وعدة بيوت بلاستيكية بينما توجد العديد من قطعان الماشية لدى أبناء البلدة، وتستغل الأراضي الداخلية للبلدة بزراعة الخضار التي تحتاجها الأسر، وترتبط بلدة حارس بطرق معبدة مع باقي القرى والبلدات المحيطة مما يعزز مكانتها تجاريا.

## الأماكن الدينية والأثرية
تعرف قرية حارس بكثرة الآثار البيزنطية والإسلامية ففيها قبور عدد من الأولياء مثل الشيخ عثمان الذي يقع أعلى تل البلدة، كما ويوجد برك تعود للعصر البيزنطي، وتشتهر بآثار لمبان قديمة موجودة أعلى تل البلدة تعود للعصر البيزنطي وكما يوجد على الجبل الجنوبي نبع قديم كان يعتبر المورد الأساسي للسكان في سنين الجفاف يسمى بئر حارس.

## حارس تحت الاحتلال
- في 24 مايو 2020، قام مستوطنون إسرائيليون من مستوطنة رفافا القائمة فوق أراضي بلدة حارس شمال غرب محافظة سلفيت باقتلاع أكثر من 150–200 شجرة زيتون وسرقتها.[3][4] بدأت هيئة مقاومة الجدار والاستيطان الفلسطينية أداء صلاة الجمعة في أراضي حارس المهددة بالمُصادرة منذ 29 مايو 2020.[5]
- في 6 ديسمبر 2020، قطع مستوطنو إسرائيليون من مستوطنة رفافا أشجار تين وزيتون في حارس.[6]
- 1 يناير 2021، قام مستوطنون إسرائيليون من مستوطنة رفافا باقتلاع نحو 300 شجرة زيتون من أشجار منطقة الطائرات في البلدة.[7]